# Brunswick (Ohio)
Brunswick ist eine City in Medina County im US-Bundesstaat Ohio. Die Stadt hatte bei der letzten Volkszählung im Jahr 2020 insgesamt 35.426 Einwohner.

## Geographie
Die Stadt liegt im Norden des Medina County im Brunswick Hills Township, direkt an der Grenze zum Cuyahoga County. Brunswick hat eine Fläche von 32,6 km², wovon nur 0,1 km² Wasser ist.

## Demographische Daten
Nach der Volkszählung des United States Census Bureau von 2000 gab es in der Stadt 33.388 Einwohner, 11.883 Haushalte und 9280 Familien, die in der Stadt wohnten. Die Bevölkerungsdichte lag bei 1028 Personen je km². Ethnisch betrachtet, setzte sich die Bevölkerung aus 97,09 % weißer Bevölkerung, 0,74 % Afroamerikanern, 0,13 % amerikanischen Ureinwohnern, 0,86 % Asiaten, 0,02 % pazifischen Insulanern, 0,38 % Personen anderer Herkunft und 0,78 % Mischlingen zusammen. 1,36 % sind Latinos unterschiedlicher Abstammung.
Von den 11.883 Haushalten hatten 39,3 % Kinder unter 18 Jahren, die im Haushalt lebten. 65,3 % waren verheiratete, zusammenlebende Paare. 9,30 % waren allein erziehende Mütter, 21,9 % waren keine Familien. 17,7 % aller Haushalte waren Single-Haushalte und in 5,2 % lebten Menschen älter als 65 Jahre. Die Durchschnittshaushaltsgröße betrug 2,79 und die durchschnittliche Familiengröße war 3,18 Personen.
27,7 % der Bevölkerung waren unter 18 Jahre alt, 8,10 % zwischen 18 und 24, 32,70 % zwischen 25 und 44, 23,20 % zwischen 45 und 64, und 8,20 % waren 65 Jahre alt oder älter. Das Durchschnittsalter betrug 35 Jahre. Auf 100 weibliche Personen aller Altersgruppen kamen 96,50 männliche Personen. Auf 100 Frauen im Alter von 18 Jahren und darüber kamen 94,40 Männer.
Das jährliche Durchschnittseinkommen eines Haushalts betrug 56.288 USD, das Durchschnittseinkommen einer Familie belief sich auf 62.080 USD. Männer hatten ein durchschnittliches Einkommen von 42.675 USD, Frauen 27.882 USD. Das Prokopfeinkommen betrug 26.554 USD. 4,6 % der Bevölkerung und 3,2 % der Familien leben unterhalb der Armutsgrenze.

## Einwohnerentwicklung
| Jahr | Einwohner 1 |
| ---- | ----------- |
| 1980 | 28.104      |
| 1990 | 28.230      |
| 2000 | 33.388      |
| 2010 | 34.255      |
| 2020 | 35.426      |

## Söhne und Töchter der Stadt
- Kevin Gerhart (* 1989 oder 1990), Pokerspieler